# Volato 200
Die Volato 200 ist ein in Entwicklung befindliches Leichtflugzeug des brasilianischen Herstellers VOLATO Aeronaves e Compósitos SA.

## Geschichte und Konstruktion
Die Konstruktion der Volato 200 orientiert sich an der Aero Designs Pulsar, an der die beiden Gründer der Fabrik, Zizo Sola und Marcos Vilela in den 1990er-Jahren, gemeinsam mit Richard Allen Trickel Jr arbeiteten. Die Maschine ist ein Tiefdecker mit konventionellem Leitwerk und festem Bugradfahrwerk. Die Maschine ist fast vollständig aus Verbundwerkstoffen gefertigt. Das Cockpit verfügt über zwei Plätze nebeneinander und kann durch Vorklappen der Cockpithaube betreten werden. Die Maschine wird auch als Bausatz angeboten und kann mit unterschiedlichen Motoren ausgerüstet werden.

## Technische Daten
| Kenngröße             | Daten                                   | Daten                                 |
| --------------------- | --------------------------------------- | ------------------------------------- |
| Besatzung             | 1                                       | 1                                     |
| Passagiere            | 1                                       | 1                                     |
| Länge                 | 6,7 m                                   | 6,7 m                                 |
| Spannweite            | 8,80 m                                  | 8,80 m                                |
| Höhe                  | 2,75 m                                  | 2,75 m                                |
| Flügelfläche          | 7,70 m²                                 | 7,70 m²                               |
| Leermasse             | 343 kg                                  | 347 kg                                |
| max. Startmasse       | 600 kg                                  | 600 kg                                |
| Reisegeschwindigkeit  | 115 km/h                                | 135 km/h                              |
| Höchstgeschwindigkeit | 213 km/h                                | 232 km/h                              |
| Dienstgipfelhöhe      | 10.000 m                                | 10.000 m                              |
| Reichweite            | 1311 km                                 | 1160 km                               |
| Triebwerke            | 1 × Suzuki AM13-Kolbenmotor mit 73,5 kW | 1 × Suzuki AM15-Kolbenmotor mit 86 kW |